# Сельское поселение Уэлен
Се́льское поселе́ние Уэлен — муниципальное образование в Чукотском районе Чукотского автономного округа Российской Федерации.
Административный центр — село Уэлен.

## История
Статус и границы сельского поселения установлены Законом Чукотского автономного округа от 29 ноября 2004 года № 47-ОЗ «О статусе, границах и  административных  центрах муниципальных  образований на территории Чукотского района Чукотского  автономного  округа».

## Население
| 2009 | 2010 | 2012 | 2013 | 2014 | 2015 | 2016 |
| ---- | ---- | ---- | ---- | ---- | ---- | ---- |
| 740  | ↘720 | ↘712 | →712 | ↘697 | ↘670 | ↘651 |
| 2017 | 2018 | 2020 | 2021 | 2023 |      |      |
| ↘632 | ↘619 | ↘606 | ↗685 | ↘673 |      |      |

## Состав сельского поселения
| № | Населённый пункт | Тип населённого пункта       | Население |
| - | ---------------- | ---------------------------- | --------- |
| 1 | Уэлен            | село, административный центр | ↘673      |